# استدلال روز رستاخیز

جمعیت جهان از ۱۰۰۰۰ سال قبل از میلاد تا سال ۲۰۰۰ پس از میلاد

استدلال روز قیامت (انگلیسی: Doomsday argument)، یا فاجعه کارتر، یک استدلال احتمالی است که ادعا می‌کند جمعیت آینده نوع بشر را بر اساس تخمین تعداد انسان‌های متولد شده تا به امروز پیش‌بینی می‌کند.
استدلال روز رستاخیز ابتدا توسط اخترفیزیکدان براندون کارتر در سال ۱۹۸۳ مطرح شد و با نام اولیه فاجعه کارتر شناخته شد. سپس این استدلال توسط فیلسوف جان ای لزلی حمایت شد و از آن زمان به‌طور مستقل توسط جی ریچارد گات و هولگر بیچ نیلسن شناخته شده‌است.
اگر تعداد کل انسان‌هایی که به دنیا آمده‌اند یا بعداً به دنیا خواهند آمد را N بنامیم، آنگاه بنا بر اصل کوپرنیکی هر انسان احتمال دارد (همراه با N − ۱ انسان دیگر) خود را در هر موقعیت n از کل جمعیت N پیدا کند، بنابراین می‌توان فرض کرد که موقعیت کسری هر انسان نسبت به کل جمعیت f = n/N، همیشه در بازهٔ [۰, ۱] قرار دارد.
بدیهی است که f همواره در بازه (۰، ۱) قرار می‌گیرد حتی پس از دانستن موقعیت دقیق n. به عنوان مثال، ۹۵٪ احتمال وجود دارد که f در بازه (۰٫۰۵، ۱) باشد، یعنی f> 0.05. به عبارت دیگر، می‌شود فرض کرد که می‌توانیم ۹۵ درصد مطمئن باشیم که در ۹۵ درصد آخر تمام انسان‌هایی که تا به حال متولد می‌شوند، هستیم. اگر موقعیت دقیق خود در بین جمعیت یعنی n را بدانیم، این استدلال حاکی از یک کران بالای اطمینان ۹۵٪ برای N است که با معکوس کردن n/N > 0.05 رابطهٔ N <20n بدست می‌آید.
اگر از اعداد مورد استفادهٔ لزلی استفاده شود، تا کنون ۶۰ میلیارد انسان متولد شده‌اند، بنابراین می‌توان تخمین زد که ۹۵ درصد احتمال دارد که تعداد کل انسان‌ها یعنی N کمتر از ۲۰ × ۶۰ میلیارد = ۱٫۲ تریلیون باشد. با فرض تثبیت جمعیت جهان در ۱۰ میلیارد نفر و امید به زندگی ۸۰ سال، می‌توان تخمین زد که ۱۱۴۰ میلیارد انسان باقی مانده در ۹۱۲۰ سال به دنیا می‌آیند. بسته به پیش‌بینی جمعیت جهان در قرن‌های آینده، تخمین‌ها ممکن است متفاوت باشد، اما نکته اصلی این استدلال این است که بعید است که بیش از ۱٫۲ تریلیون انسان در هستی زندگی کنند.

## بررسی
برای سادگی می‌توان فرض کرد که تعداد کل انسان‌هایی که تا به حال به دنیا آمده‌اند ۶۰ میلیارد (N1) یا ۶۰۰۰ میلیارد (N2) است. اگر هیچ دانش قبلی از موقعیتی که یک فرد در حال حاضر زنده، (X)، در تاریخ بشریت دارد وجود نداشته باشد، در عوض می‌توانیم تعداد انسان‌هایی را که قبل از X متولد شده‌اند محاسبه کنیم و به (مثلاً) ۵۹٬۸۵۴٬۷۹۵٬۴۴۷ برسیم که تقریباً X را در میان اولین ۶۰ میلیارد انسانی که تا کنون زندگی کرده‌اند قرار می‌دهد.
می‌توان احتمالات را برای هر مقدار N جمع کرد و بنابراین یک «حد اطمینان» آماری بر روی N محاسبه کرد. برای مثال، با در نظر گرفتن اعداد بالا، ۹۹٪ قطعی است که N کوچکتر از ۶۰۰۰ میلیارد است.
توجه داشته باشید که همان‌طور که در بالا ذکر شد، این استدلال فرض می‌کند که احتمال قبلی برای N ثابت است، یا ۵۰٪ برای N1 و ۵۰٪ برای N2 در صورت عدم وجود اطلاعات در مورد X. از طرف دیگر، با توجه به X می‌توان نتیجه گرفت که اگر پیشینی متفاوتی برای N استفاده شود، احتمال N2 بیشتر از N1 است. کاربرد محافظه کارانه اصل کوپرنیک فقط به ما می‌گوید که چگونه P(X|N) را محاسبه کنیم. اگر P(X) را ثابت فرض کنیم، هنوز باید فرضی را در مورد احتمال قبلی P(N) داشته باشیم که تعداد کل انسان‌ها N است. اگر نتیجه بگیریم که احتمال N2 بسیار بیشتر از N1 است (به عنوان مثال، به دلیل تولید جمعیت بزرگتر به زمان بیشتری نیاز دارد، و این احتمال را افزایش می‌دهد که یک رویداد طبیعی با احتمال کم اما فاجعه بار در آن زمان اتفاق بیفتد)، سپس P(X|N) می‌تواند نسبت به مقدار بزرگتر N وزن بیشتری پیدا کند.
استدلال روز رستاخیز نمی‌گوید که بشریت نمی‌تواند همیشه زندگی کند یا برای همیشه وجود داشته باشد. هیچ محدودیتی برای تعداد انسان‌هایی که وجود خواهند داشت، تعیین نمی‌کند، و همچنین تاریخ انقراض بشریت را مشخص نمی‌کند. شکل اختصاری استدلال این ادعاها را با اشتباه گرفتن احتمال با قطعیت مطرح می‌کند. با این حال، نتیجه واقعی برای نسخه استفاده شده در بالا این است که احتمال انقراض ۹۵٪ در ۹۱۲۰ سال وجود دارد و احتمال ۵٪ وجود دارد که برخی از انسان‌ها در پایان آن دوره هنوز زنده باشند. (اعداد دقیق در میان استدلال‌های خاص روز قیامت متفاوت است)

## پایهٔ استدلالی
یکی از حوزه‌های اصلی بحث استدلال روز رستاخیز، پایه استدلالی است که n از آن استخراج می‌شود و N اندازه نهایی آن است. فرضیه اصلی استدلال روز رستاخیز زمان زیادی را صرف این نکته نمی‌کند و به سادگی می‌گوید که پایهٔ استدلال تعداد «انسان» است. اما گروه‌بندی «انسان» به‌طور گسترده‌ای به دلایل عملی و فلسفی به چالش کشیده شده‌است. نیک بوستروم استدلال کرده‌است که آگاهی (بخشی از) تمایز «انسان» است علاوه بر اینکه هوش فرازمینی ممکن است به‌طور چشمگیری بر محاسبه تأثیر بگذارد.